# Pseudopalicus serripes
Pseudopalicus serripes is een krabbensoort uit de familie van de Palicidae. De wetenschappelijke naam van de soort is voor het eerst geldig gepubliceerd in 1895 door Alcock & Anderson.